# TSV LONGA in het seizoen 1964/65
Het seizoen 1964/1965 was het 11e en laatste jaar in het bestaan van de Tilburgse betaaldvoetbalclub LONGA. De club kwam uit in de Tweede divisie B en eindigde daarin op de 15e plaats. Samen met 't Gooi werd gestreden tegen degradatie naar de amateurs. De eerste wedstrijd in Amersfoort leverde een 1–1-gelijkspel op. De tweede wedstrijd stond gepland voor donderdag 27 mei. Op een buitengewone ledenvergadering werd echter besloten om terug te keren naar het amateurvoetbal. De wedstrijd werd niet meer gespeeld en 't Gooi bleef behouden voor het betaald voetbal. Tevens deed de club mee aan het toernooi om de KNVB beker, hierin werd in de eerste ronde verloren van Blauw-Wit (2–3).

## Wedstrijdstatistieken

### Tweede divisie B
|       | Baronie | BVV   | D.F.C. | Fortuna | 't Gooi | Helmondia '55 | Hermes DVS | HVC   | Limburgia | NOAD  | Roda JC | SVV   | Wilhelmina | Xerxes |
| ----- | ------- | ----- | ------ | ------- | ------- | ------------- | ---------- | ----- | --------- | ----- | ------- | ----- | ---------- | ------ |
| Thuis | 3 – 3   | 0 – 0 | 1 – 3  | 2 – 3   | 0 – 2   | 2 – 4         | 2 – 2      | 1 – 3 | 2 – 2     | 1 – 1 | 0 – 6   | 1 – 2 | 4 – 2      | 1 – 3  |
| Uit   | 0 – 1   | 3 – 0 | 5 – 1  | 1 – 3   | 2 – 2   | 4 – 0         | 3 – 2      | 1 – 1 | 2 – 1     | 4 – 0 | 2 – 0   | 2 – 1 | 7 – 2      | 7 – 0  |

### Degradatiewedstrijd
| Degradatiewedstrijd                                                                           | 't Gooi                          | 1 – 1 (1 – 1, 1 – 0) Na verlenging                                 | LONGA                  |
| 23 mei 1965 Plaats: Amersfoort Birkhoven Toeschouwers: 1.000 Scheidsrechter: Cor van den Berg | Bertus van der Straten 3' (pen.) |                                                                    | 62' Theo van Doremalen |
| Degradatiewedstrijd                                                                           | 't Gooi                          | Niet gespeeld                                                      | LONGA                  |
| 27 mei 1965 Plaats: Amersfoort Birkhoven                                                      |                                  | LONGA laat weten dat het zich terugtrekt uit het betaalde voetbal. |                        |

### KNVB Beker
| 1e ronde                                        | LONGA                              | 2 – 3 (2 – 2, 1 – 2) Na verlenging | Blauw-Wit                                            |
| 4 oktober 1964 Plaats: Tilburg Aan de spoorbrug | Louis de Zwart 40' Ad Smolders 80' |                                    | 3' Henk Angenent 13' Hans Verhagen 117' Flip Stapper |

## Statistieken LONGA 1964/1965

### Eindstand LONGA in de Nederlandse Tweede divisie B 1964 / 1965
| Stand | Gespeeld | Gewonnen | Gelijk | Verloren | Punten | Doelpunten voor | Doelpunten tegen |
| ----- | -------- | -------- | ------ | -------- | ------ | --------------- | ---------------- |
| 15e   | 28       | 3        | 7      | 18       | 13     | 34              | 79               |

### Topscorers
| #              | Naam                     | Goal |
| -------------- | ------------------------ | ---- |
| 1.             | Louis de Zwart           | 7    |
| 2.             | Theo van Dooremalen      | 6    |
| 3.             | Karel Paulides           | 5    |
| 4.             | Rob Uytermerk            | 4    |
| 5.             | Henk van Erp             | 3    |
| 5.             | Jan Paulissen            | 3    |
| 7.             | Leo Snijders             | 2    |
| 8.             | Heinz Blume              | 1    |
| 8.             | Ad Smolders              | 1    |
| 8.             | Villevoye                | 1    |
| Eigen doelpunt |                          |      |
| 1.             | Willy Hofman (Limburgia) | 1    |
| Totaal         | Totaal                   | 33   |

| #      | Naam               | Goal |
| ------ | ------------------ | ---- |
| 1.     | Theo van Doremalen | 1    |
| Totaal | Totaal             | 1    |

| #      | Naam           | Goal |
| ------ | -------------- | ---- |
| 1.     | Ad Smolders    | 1    |
| 1.     | Louis de Zwart | 1    |
| Totaal | Totaal         | 2    |